# Municipio de Atkinson (Illinois)
El municipio de Atkinson (en inglés: Atkinson Township) es un municipio ubicado en el condado de Henry en el estado estadounidense de Illinois. En el año 2010 tenía una población de 1274 habitantes y una densidad poblacional de 13,97 personas por km².

## Geografía
El municipio de Atkinson se encuentra ubicado en las coordenadas 41°27′20″N 90°2′14″O / 41.45556, -90.03722. Según la Oficina del Censo de los Estados Unidos, el municipio tiene una superficie total de 91.17 km², de la cual 90,94 km² corresponden a tierra firme y (0,25 %) 0,23 km² es agua.

## Demografía
Según el censo de 2010, había 1274 personas residiendo en el municipio de Atkinson. La densidad de población era de 13,97 hab./km². De los 1274 habitantes, el municipio de Atkinson estaba compuesto por el 99,29 % blancos, el 0,08 % eran amerindios, el 0,16 % eran asiáticos, el 0,24 % eran de otras razas y el 0,24 % eran de una mezcla de razas. Del total de la población el 1,49 % eran hispanos o latinos de cualquier raza.